# A Nazionale 1971-1972
La A Nazionale 1971-1972 è stata la 32ª edizione del massimo campionato greco di pallacanestro maschile. La vittoria finale è stata ad appannaggio del Panathīnaïkos.

## Risultati

### Stagione regolare
|     | Squadra              | G  | V  | P  | PF | PS | Pt. | Qualificazione            |
| --- | -------------------- | -- | -- | -- | -- | -- | --- | ------------------------- |
| 1.  | Panathīnaïkos        | 26 | 22 | 4  |    |    | 48  | spareggio                 |
| 2.  | Olympiakos           | 26 | 22 | 4  |    |    | 48  | spareggio                 |
| 3.  | XAN Salonicco        | 26 | 19 | 7  |    |    | 45  |                           |
| 4.  | AEK Atene            | 26 | 17 | 9  |    |    | 43  |                           |
| 5.  | PAOK Salonicco       | 26 | 16 | 10 |    |    | 42  |                           |
| 6.  | Pagrati Atene        | 26 | 16 | 10 |    |    | 42  |                           |
| 7.  | Īraklīs Salonicco    | 26 | 13 | 13 |    |    | 39  |                           |
| 8.  | Aris Salonicco       | 26 | 12 | 14 |    |    | 38  |                           |
| 9.  | Sporting Atene       | 26 | 12 | 14 |    |    | 37  |                           |
| 10. | Maroussi             | 26 | 11 | 15 |    |    | 37  |                           |
| 11. | Panellīnios          | 26 | 10 | 16 |    |    | 35  |                           |
| 12. | Dimókritos Salonicco | 26 | 6  | 20 |    |    | 32  | retrocesse in B Nazionale |
| 13. | Apollon Patrasso     | 26 | 6  | 20 |    |    | 31  | retrocesse in B Nazionale |
| 14. | VAO Salonicco        | 26 | 0  | 26 |    |    | 25  | retrocesse in B Nazionale |

### Finale per il titolo
| Squadra 1     | Risultato | Squadra 2  |
| ------------- | --------- | ---------- |
| Panathīnaïkos | 70 - 56   | Olympiakos |

| A Nazionale 1971-1972    |
| ------------------------ |
| Panathīnaïkos 11º titolo |

## Formazione vincitrice
| N° | Naz.                   | Ruolo | Sportivo              |  | Alt. |  |
| -- | ---------------------- | ----- | --------------------- |  | ---- |  |
|    | Grecia (bandiera)      | AG    | Giōrgos Kolokythas    |  |      |  |
|    | Grecia (bandiera)      | AP    | Apostolos Kontos      |  |      |  |
|    | Grecia (bandiera)      | C     | Dīmītrīs Kokolakīs    |  | 215  |  |
|    | Grecia (bandiera)      |       | Takīs Korōnaios       |  |      |  |
|    | Grecia (bandiera)      |       | Chrīstos Kefalos      |  |      |  |
|    | Grecia (bandiera)      |       | Chrīstos Iordanidīs   |  |      |  |
|    | Grecia (bandiera)      |       | Michalis Kiritsis     |  |      |  |
|    | Grecia (bandiera)      |       | Giannis Dimaras       |  |      |  |
|    | Grecia (bandiera)      |       | Charīs Papazoglou     |  |      |  |
|    | Grecia (bandiera)      |       | Andreas Papantoniou   |  |      |  |
|    | Grecia (bandiera)      |       | Petros Panagiōtarakos |  |      |  |
|    | Grecia (bandiera)      |       | Thanasīs Peppas       |  |      |  |
|    | Grecia (bandiera)      |       | Andreas Chaikalīs     |  |      |  |
|    | Grecia (bandiera)      |       | Zografos              |  |      |  |
|    | Grecia (bandiera)      |       | Zegleris              |  |      |  |
|    | Grecia (bandiera)      |       | Paraskevas            |  |      |  |
|    | Stati Uniti (bandiera) |       | Willy Kirkland        |  |      |  |
|    | Grecia (bandiera)      | All.  | Kōstas Mourouzīs      |  |      |  |